# 王昭君 (中視電視劇)
《王昭君》是1988年中國電視公司八點檔連續劇，播出期間1988年9月26日至10月24日，製作單位永真電視電影，製作人周遊、李朝永，主演宋岡陵（飾演王昭君）、湯鎮業（飾演漢元帝）、鐵孟秋（飾演毛延壽）。

## 演員
- 宋岡陵飾演王昭君
- 湯鎮業飾演漢元帝
- 吳風飾演王穰
- 陳玉玫飾演王雪君
- 許家榮飾演柳永一
- 謝屏楠飾演雕陶莫皋
- 鐵孟秋飾演毛延壽
- 貝蒂飾演皇太后
- 張富美飾演皇后
- 葉文玲飾演桂兒
- 苗蔚蘭飾演蘭兒
- 唐復雄飾演張才
- 何冠瑩飾演喜果兒
- 王國輝飾演歹徒甲
- 龍天翔飾演程志遠
- 沈海蓉飾演程秀姝
- 廖威凱飾演小不點
- 張㫬飾演金墩兒
- 高振鵬飾演吳博為
- 江生飾演凌虛子

## 工作人員
- 製作人：周遊、李朝永
- 顧問：姚秀彥
- 執行製作：劉文斌
- 編劇：章君穀
- 編審：蔣子安
- 戲劇指導（導演）：馮凱
- 武術指導：王圻生
- 製作助理：林兆成、梁學忠、林威普
- 外景副導播：何九明、楊玄
- 外景攝影：張自強
- 外景燈光：葉文榮
- 梳妝：尤宜珍、李鴻梅
- 剪輯：趙雄成

## 歌曲
主題曲〈一代奇女子〉
陳桂芬作詞，陳玉立作曲，金佩姍主唱，飛羚唱片發行
片尾曲〈不被祝福的美〉
陳家麗作詞，翁孝良作曲，金佩姍主唱，飛羚唱片發行